# Palmares (quilombo)
 (décembre 2019).
Si vous disposez d'ouvrages ou d'articles de référence ou si vous connaissez des sites web de qualité traitant du thème abordé ici, merci de compléter l'article en donnant les références utiles à sa vérifiabilité et en les liant à la section « Notes et références ».
Pour les articles homonymes, voir Palmares.

L'État brésilien de l'Alagoas où se trouvait le territoire du Palmares.

Le Palmares ou le Quilombo dos Palmares fut, durant la plus grande partie du XVIIe siècle (1605-1694, mais l'histoire qui y est relative va de 1580 à 1710), le plus organisé et le plus durable des territoires autonomes d'esclaves marrons, ou quilombos en portugais, du Brésil. 
Il parvint, pendant près d'un siècle, à tenir en échec les expéditions militaires hollandaises et portugaises, constituant ainsi la révolte d'esclaves la plus longue de l'histoire. À titre de comparaison, la célèbre révolte de Spartacus durant l'Antiquité ne dura que dix-huit mois. 
Pour finalement réprimer les rebelles, il fallut que la couronne portugaise érige la plus imposante armée jamais vue en Amérique.

## Unquilomboconstitué en royaume
Au début du XVIIe siècle, des esclaves noirs travaillant dans les plantations de canne à sucre dans la capitainerie du Pernambouc, dans le Nordeste du Brésil, se révoltent et s'enfuient dans les montagnes. C'est alors qu'ils fondent Os Palmares, A Angola Janga (Petite Angola) ou Nova Angola (Nouvelle-Angola), aux alentours de la montagne Barriga, un territoire  autonome d'esclaves libres où vivaient aussi des Indiens, des Mulâtres et de nombreux Blancs. Ces derniers étaient des soldats déserteurs ou des paysans sans terre. 
Peu à peu, ce mouvement entraîne une multitude de rébellions d'esclaves dans les régions avoisinantes. De plus en plus d'entre eux se libèrent et se joignent à la communauté de Palmares. Celle-ci devient une sorte de terre promise pour les esclaves et ne cesse de s'agrandir, comptant jusqu'à 30 000 membres. Les esclaves libérés y reproduisent un mode de vie en communauté, semblable à celui que pratiquaient leurs ancêtres sur les terres d'Afrique. Chacun joue son rôle et travaille pour la collectivité. Il n'y existe pas d'organisation hiérarchique entre les membres, seuls quelques chefs de guerre servent de guides et de stratèges pour les actions de défense.
On y pratique des cultures multiples, une céréaliculture variée inspirée des traditions africaines : manioc, haricots noirs, maïs..., quasiment inexistante chez les colons. En effet, les Portugais se concentraient sur la culture de produits rentables car facilement exportables vers l'Europe, en produisant presque uniquement du sucre de canne. Cette variété des productions restera une grande richesse dans la région.

## Les estimations sur le nombre d'habitants
À partir des descriptions rapportées en 1640 par un espion infiltré par les Hollandais au sein même de Palmares, recoupées par d'autres estimations et témoignages, les hollandais Caspar Baerle et Johan Nieuhoff, employé de la WIC au Brésil entre 1640 et 1649, rédigèrent des descriptions détaillées évaluant la population du premier campement principal à 6 000 personnes répartis le long de trois rues, chacune « longue d’une demi-heure ». Ils dénombrent aussi  5 000 habitants dans l'autre campement principal. A ces deux sites montagneux s'ajoutent « de nombreux autres, une cinquantaine ou une centaine éparpillés, soit au total plus de 15 000 personnes, mais d'autres estimations de la même époque fournissent un chiffre total deux fois plus élevé. Une nouvelle mission d'espionnage de la WIC fut envoyée en 1643 mais sans déboucher sur une entrée en guerre des Portugais contre les communautés de fugitifs, installées depuis deux décennies. Les estimations des hollandais du Pernambouc, sur le nombre de fugitifs vivant à Palmares la chiffrait en effet à un tiers de la population d’origine africaine du Pernambouc.
Composées à plus de 90 % d’esclaves d’Afrique centrale de l’Ouest selon les historiens,  avec une langue parlée qui était probablement le kimbundu, ces communautés d'esclaves "marrons" étaient dispersées dans route la région montagneuse, dont la superficie dépasse 6 000 kilomètres carrés. 
Trois décennies plus tard, en 1678, une estimation de 30 000 personnes sera avancée par F. de Brito Freire soit un total de presque autant d’Africains réfugiés  que ceux visant dans tout le Pernambouc dans les plantations,  principalement grâce aux évasions en masse pendant la période hollandaise, augmentée par la croissance naturelle de la population dans la période du milieu du XVIIe siècle.

Le « Brésil néerlandais » était confiné au littoral d'une zone située au nord-est de l'actuel pays.

## La répression portugaise
De violentes attaques de l'armée portugaise tentent d'éradiquer les Palmares, mais en vain. Les guerillas menées par les insurgés dans la jungle ont raison de l'expérience des soldats de la couronne portugaise.

Aux alentours de 1630, les Hollandais, qui tentent de prendre le Brésil aux Portugais, progressent, depuis les côtes, dans le nord du pays. Ils essaient à leur tour de détruire le quilombo, mais ils sont violemment repoussés. En 1654, ils sont définitivement chassés du continent par les Portugais.

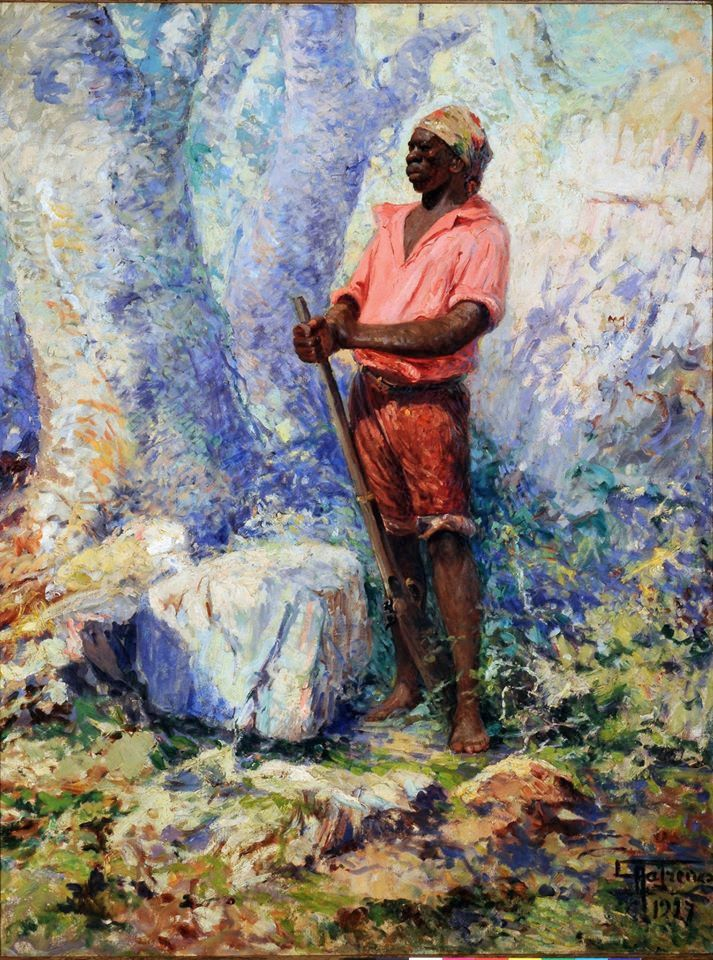
Zumbi dos Palmares.

En 1678, Pedro de Almeida, gouverneur du Pernambouc, qui est plus favorable à une soumission des membres du quilombo qu'à leur destruction, propose une trêve à un des chefs de guerre de Palmares, Ganga Zumba, en lui assurant que les insurgés seront pardonnés et non exécutés. Celui-ci accepte.

Le chef de guerre qui restera le plus célèbre, Zumbi dos Palmares, pressent que cette offre portugaise vise à mettre fin à la rébellion et refuse catégoriquement que son peuple se rende. Il prend, en 1680, la tête de la résistance contre l'ennemi portugais. Quinze années durant, les troupes royales seront tenues en échec par lui.

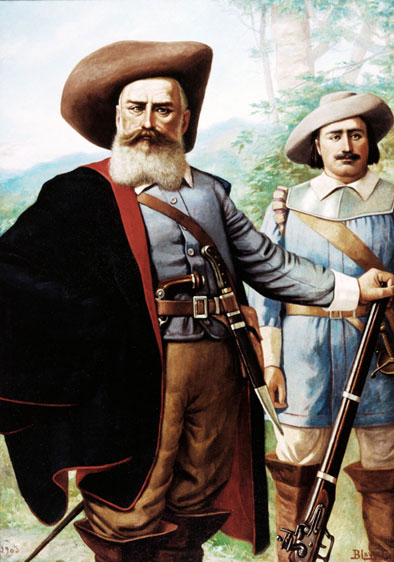
Le commandant portugais Domingos Jorge Velho.

En 1694, appuyés par une lourde artillerie, les commandants portugais Domingos Jorge Velho et Bernardo Vieira de Melo mènent l'assaut final contre la Cerca do Macaco, principal centre du territoire autonome. Zumbi réussit à s'enfuir et à se réfugier dans la Serra Dois Irmãos, mais meurt finalement au combat le 20 novembre 1695.
Les survivants de Palmares s'enfuient vers la capitainerie de Paraíba, ou se fondent dans les forêts de la région, créant de nouveaux quilombos.

## Commémorations
Le 15 novembre 2007, un Parc mémorial Quilombo dos Palmares a été inauguré sur le site de la Serra da Barriga dans l'État d'Alagoas, la terre natale de Zumbi dos Palmares.